# Geophis damiani
Geophis damiani es una especie de Serpentes de la familia Dipsadidae.

## Distribución geográfica
Es endémica de Honduras.

## Estado de conservación
Se encuentra amenazada por la pérdida de su hábitat natural.